# Остин Сент-Джон
Джейсон Лоуренс Гейгер (англ. Jason Lawrence Geiger; 17 сентября 1974; Розуэлл, Нью-Мексико, США) — наиболее известнен как Остин Сент-Джон (англ. Austin St. John) — американский актёр, мастер смешанных боевых искусств и фельдшер.
Наиболее известен по роли Джейсона Ли Скотта, Оригинального Красного Рейнджера во франшизе «Могучие рейнджеры», а также по фильмам: «Прилив силы: Месть сиквела», «Монстры на свободе», «Прогулка с Грейс» и «Трес Лечес».
Для актёрской карьеры взял сценический псевдоним Остин Сент-Джон.

## Биография

### Личная жизнь
Джейсон родился 17 сентября 1974 года в Розуэлле (штат Нью-Мексико) в семье морского пехотинца США и мастера боевых искусств Стива Джона и его жены Шэрон. У него есть родной брат по имени Стивен.

### Актёрская карьера
Первая актёрская роль Джейсона была, когда он снялся в подростковом возрасте в роли Джейсона Ли Скотта, Красного Могучего Рейнджера в «Пауэр Рейнджерс или Могучие Рейнджеры», дебютировав на Fox Kids в 1993 году. Затем продолжил сниматься в кино и телесериалах.

### Спортивная карьера
С пяти лет занимался восточными единоборствами, является обладателем чёрного пояса по тхэквондо и дзюдо.

## Фильмография

### Фильмы
| Год  |   | Русское название                                        | Роль             |
| ---- | - | ------------------------------------------------------- | ---------------- |
| 1995 | ф | Энциклопедия боевых искусств: голливудские знаменитости | Сам              |
| 1997 | ф | Могучие рейнджеры: Турбо                                | Джейсон Ли Скотт |
| 2009 | ф | Шаги навстречу солнцу (короткометражный)                | Ковбой           |
| 2016 | ф | Граница Гидеона (короткометражный)                      | Саймон Кентон    |
| 2016 | ф | Трес Лечес                                              | Офицер Джед      |
| 2016 | ф | Орден                                                   | Джек             |
| 2016 | ф | Конец выживания                                         |                  |
| 2016 | ф | Дар сердца                                              |                  |
| 2019 | ф | Прогулка с Грейс (постпродакшн)                         | Дуэйн            |
| 2016 | ф | Монстры на свободе                                      | Шон Паркер       |

### Телевидение
| Год       | Русское название                                 | Роль                                                                         |
| --------- | ------------------------------------------------ | ---------------------------------------------------------------------------- |
| 1993-1994 | Могучие Рейнджеры: Морфы                         | Джейсон Ли Скотт / Красный Могучий Рейнджер                                  |
| 1996      | Могучие Рейнджеры: Зео                           | Джейсон Ли Скотт / Золотой Зео Рейнджер                                      |
| 1998      | Exposé (телевизионный фильм)                     | Детектив Андерсон                                                            |
| 1999      | Могучие рейнджеры: The Lost Episode (спецвыпуск) | Джейсон Ли Скотт                                                             |
| 2002      | Могучие Рейнджеры: Дикий мир                     | Джейсон Ли Скотт                                                             |
| 2020      | Могучие Рейнджеры: Звероморферы                  | Джейсон Ли Скотт/Красный рейнджер/приглашённая звезда («Подключение к сети») |

### Видеоигры
| Год  | Название игры                      | Роль                                                  |
| ---- | ---------------------------------- | ----------------------------------------------------- |
| 2019 | Power Rangers: Battle for the Grid | Джейсон Ли Скотт / Красный рейнджер: Закадровый голос |

## Арест
В ноябре 2022 года Остин Сент-Джон был арестован в ходе рейда ФБР из-за его предполагаемой причастности к мошенничеству в рамках государственной программы, которая предоставляла средства малым предприятиям, борющимся с пандемией

## Издательства
- Austin St. John ye l’autor del llibru Karate Warrior: A Beginner’s Guide to Martial Arts. — ISBN 1-56138-784-3
- Active Interest Media Inc.Black Belt.— Active Interest Media, Inc., 1994-07.— 148с.[14]